# Yonghong
Yonghong (chinesisch 永红区, Pinyin Yǒnghóng Qū) war ein Stadtbezirk der bezirksfreien Stadt Jiamusi in der nordostchinesischen Provinz Heilongjiang. Er hatte eine Fläche von 36 km² und zählte 170.000 Einwohner.
Am 27. Juli 2006 wurde Yonghong auf Beschluss des Staatsrats der Volksrepublik China aufgelöst und die Fläche, die er innegehabt hatte, dem Stadtbezirk Jiao hinzugefügt.
Koordinaten: 46° 48′ N, 130° 19′ O